# Gustaaf Wegge
Gustaaf Wegge (Reet, 22 augustus 1917 – Borgerhout, 2 januari 1975) was een Belgisch politicus.
In 1971 werd Wegge burgemeester van Borgerhout. Hij zou zijn ambtstermijn niet voltooien, want hij stierf op 2 januari 1975. Hij werd opgevolgd door Henri De Schutter, die als eerste schepen sinds 1 maart 1974 tijdens de finale ziekte van Wegge al het ambt als burgemeester waarnam.
Wegges begrafenis op 7 januari had volgens Het Nieuwsblad en het gemeentelijk informatieblad van Borgerhout de allures van een staatsbegrafenis.
Wegge was gehuwd.